# Spiritchaser
«Spiritchaser» (в пер. з англ. «Ловець духів») — сьомий студійний альбом групи Dead Can Dance, випущений на британському лейблі 4AD в червні 1996 року. Альбом записаний на домашній студії Брендана Перрі «Quivy Church» в Ірландії.
На створення цього альбому музикантів надихнула музика народів Африки та Південної Америки.
На композицію «The Snake and The Moon» був випущений єдиний в дискографії Dead Can Dance комерційний максі-сингл на CD.

## Список пісень
1. «Nierika» — 5:44
2. «Song of the Stars» — 10:13
3. «Indus» — 9:23
4. «Song of the Dispossessed» — 4:55
5. «Dedicacé Outò» — 1:14
6. «The Snake and the Moon» — 6:11
7. «Song of the Nile» — 8:00
8. «Devorzhum» — 6:13

### The Snake and the Moon
1. «The Snake And The Moon (Edit)» — 4:14
2. «Song Of The Nile» — 8:01